# Sandro Dossi

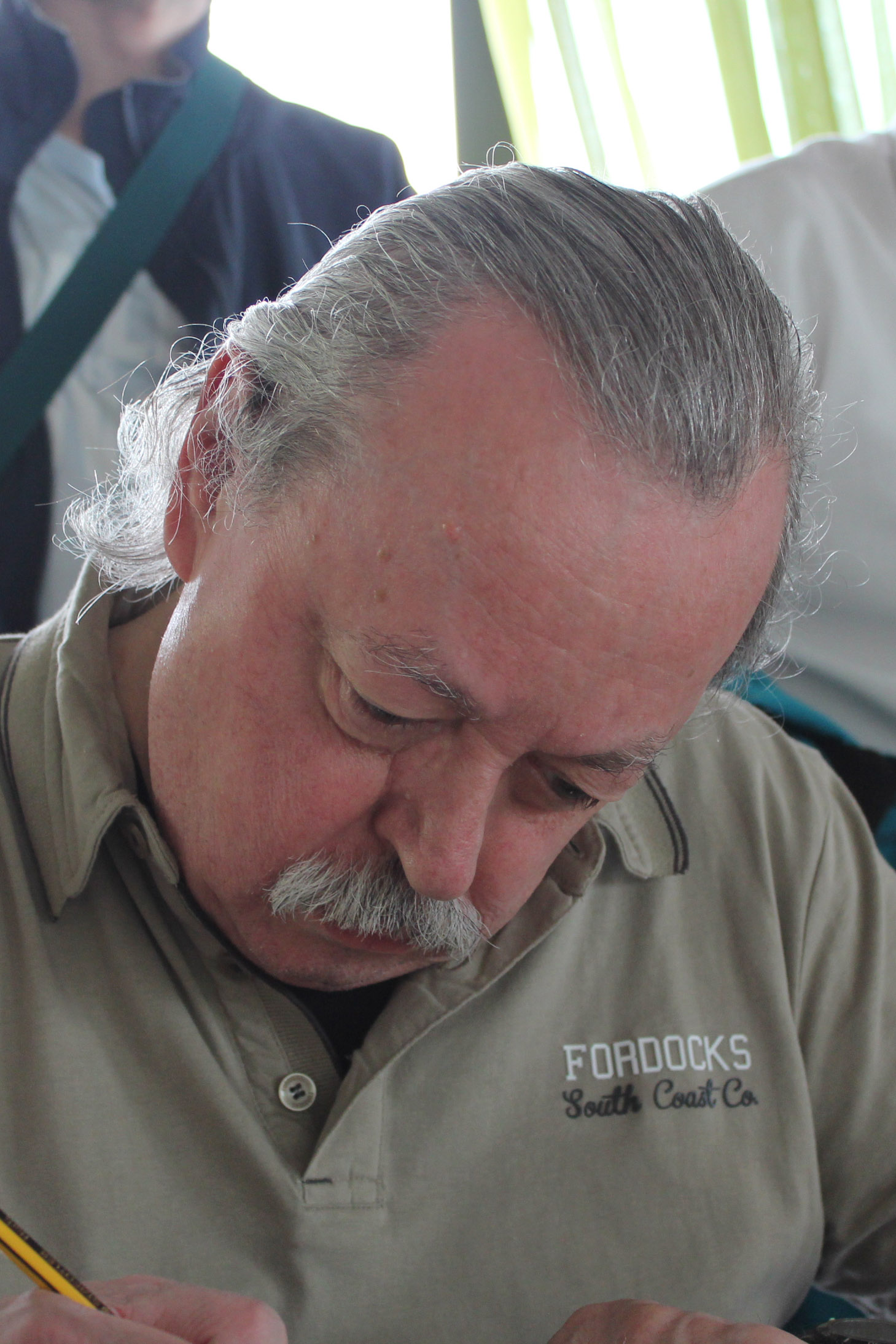
Sandro Dossi, Mai 2013

Sandro Dossi (* 16. Mai 1944) ist ein italienischer Comiczeichner. In den 1960er-Jahren zeichnete er Felix-Comics, danach bis in die 1980er-Jahre sowohl Popeye- als auch Tom-und-Jerry-Comics. 1980 fing er an, Disney-Comics zu zeichnen. Anfangs zeichnete er sowohl fürs Maus- als auch fürs Duck-Universum, seit den späten 1990er Jahren nur noch Duck-Geschichten, vor allem mit Phantomias.